# Obereopsis villiersi
Obereopsis villiersi là một loài bọ cánh cứng trong họ Cerambycidae.